# EMD SD40X

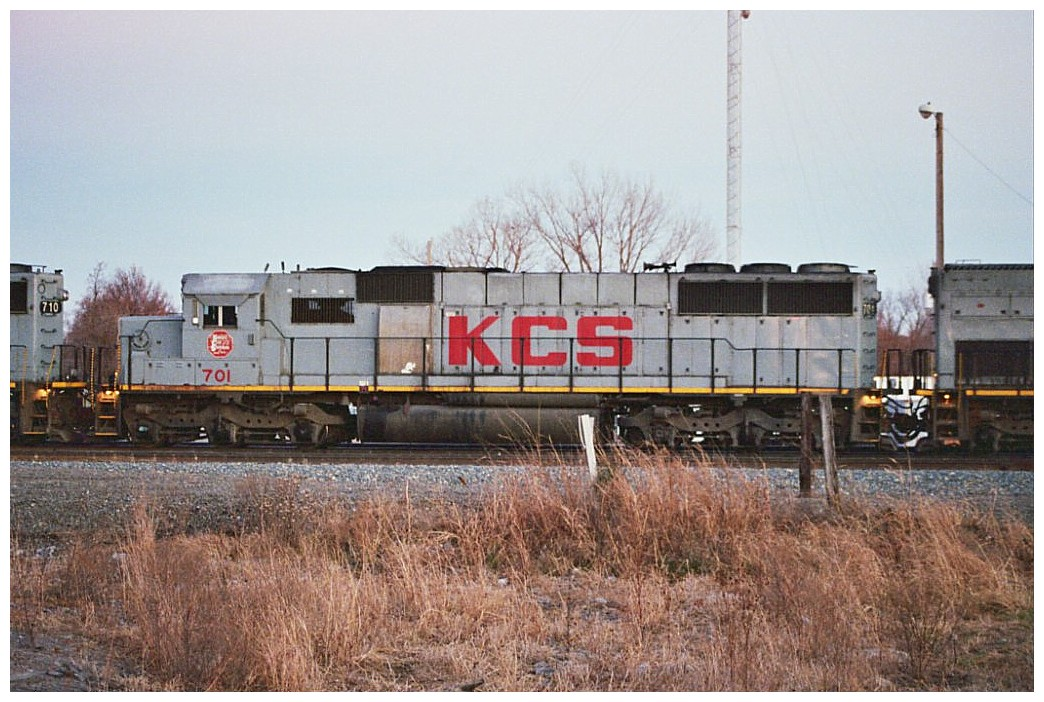
캔자스시티 서던 701호, SD40X

EMD SD40X는 1964년부터 1965년 사이에 제너럴 모터스 일렉트로-모티브 디비전에서 제작한 6축 실험용 디젤-전기 기관차이다. 이 기관차 9대가 새로운 645-시리즈 엔진 16-645E3을 테스트하기 위한 시험 목적으로 제작되었다. 시험 운행 후 8대가 유니온 퍼시픽 철도에 판매되었고, 1대가 걸프, 모바일 앤드 오하이오 철도에 판매되었다. 이 기관차는 양산형 SD40의 실험용 테스트베드이지만, 더 짧은 SD35의 차체로 제작되었다. 이 기관차는 SD35X으로도 알려져있다.
SD40X라는 명칭은 EMD가 SD40-2 차체를 기반으로 제작한 SD50의 실험 버전에도 부여되었다. SD40X 4대가 1979년에 제작되어 캔자스시티 서던에 KCS 700호-703호로 인도되었다.